# Emathis luteopunctata
Emathis luteopunctata là một loài nhện trong họ Salticidae.
Loài này thuộc chi Emathis. Emathis luteopunctata được Alexander Petrunkevitch miêu tả năm 1930.